# I Refuse
Az I Refuse Aaliyah amerikai énekesnő kislemeze harmadik, Aaliyah című albumáról. Csak Franciaországban jelent meg, dupla A-oldalas kislemezként a More Than a Woman című dallal.

## Változatok
CD kislemez (Franciaország)
1. More Than a Woman (Album version) – 3:47
2. I Refuse (Album version) – 5:57

## Helyezések
| Slágerlista (2001)    | Legmagasabb helyezés |
| --------------------- | -------------------- |
| Francia kislemezlista | 25                   |